# Sandmagerrasen am Spießfeld westlich Dieburg

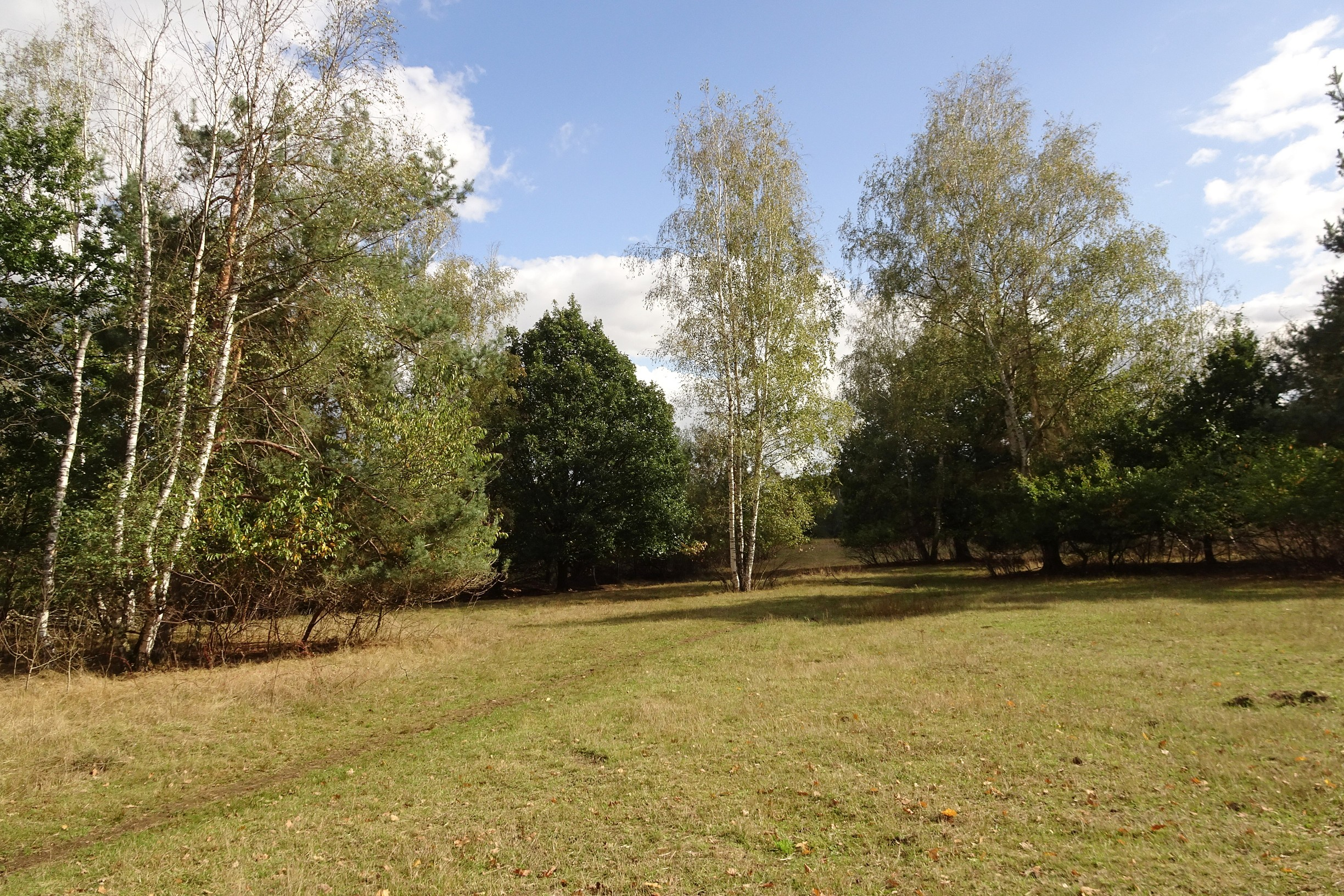
Sandrasen und Gehölze im Westen des Gebietes (2020)

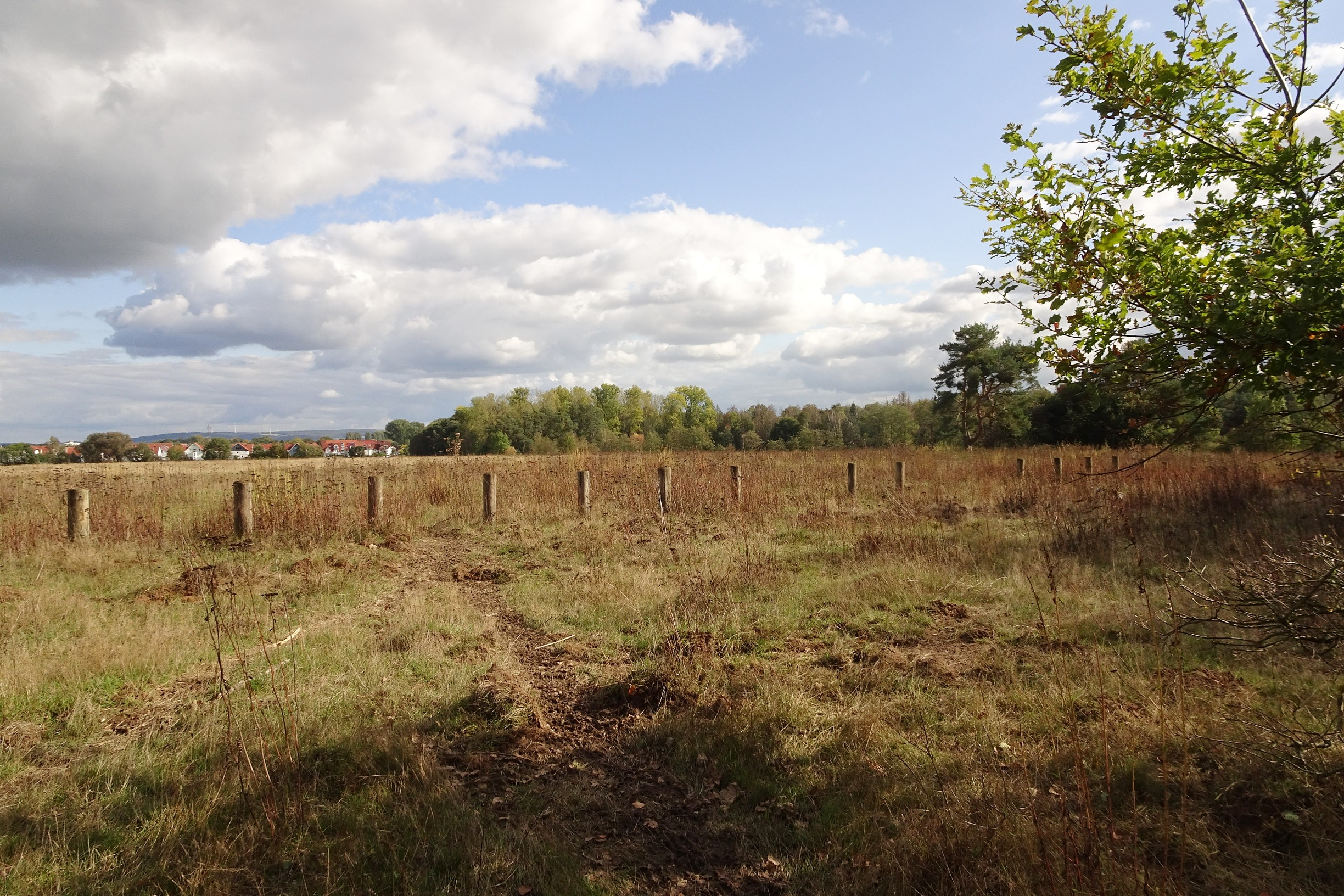
Düne im Norden, Blick nach Südosten (2020)

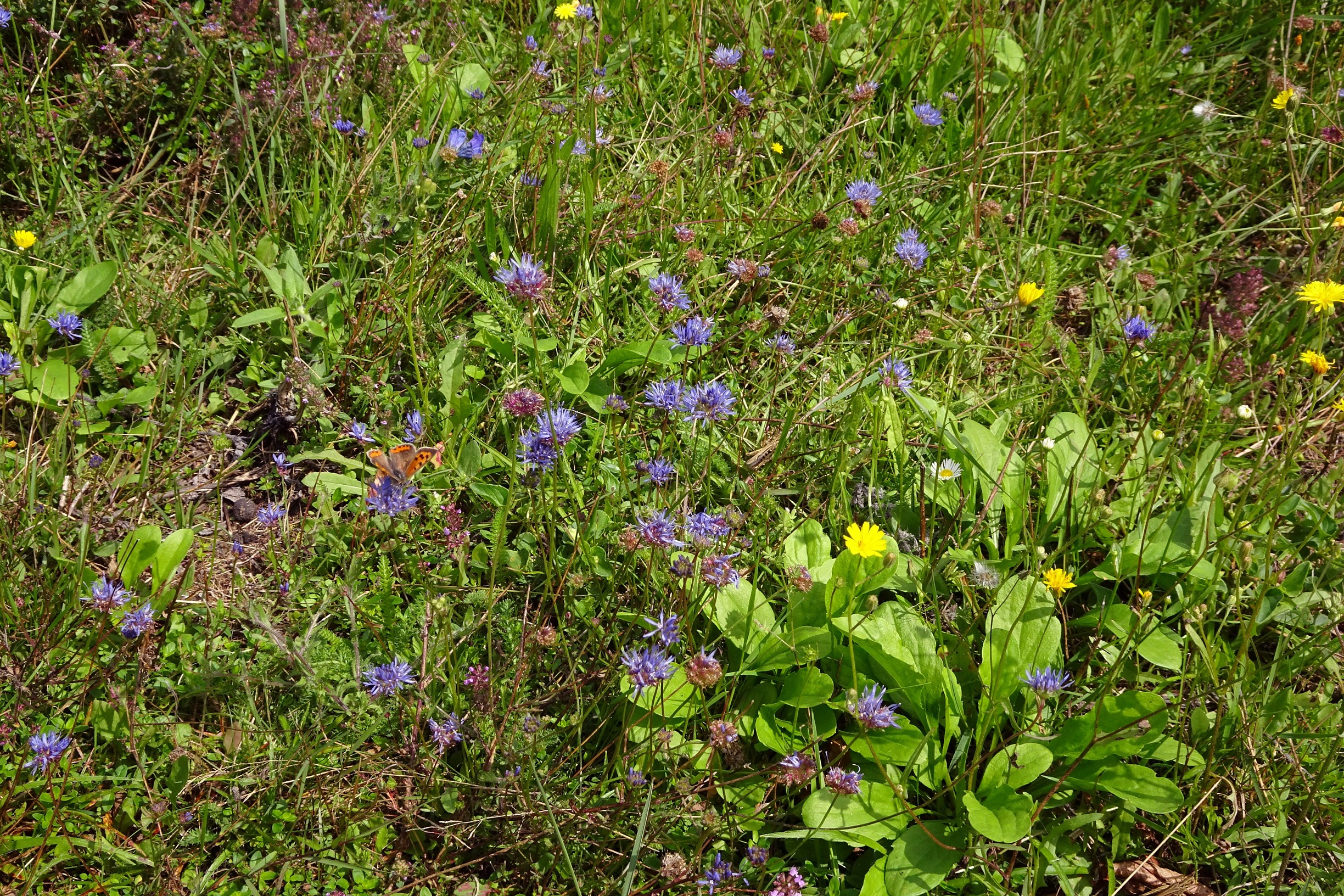
Sandvegetation mit Berg-Sandglöckchen und Sand-Thymian (2017)

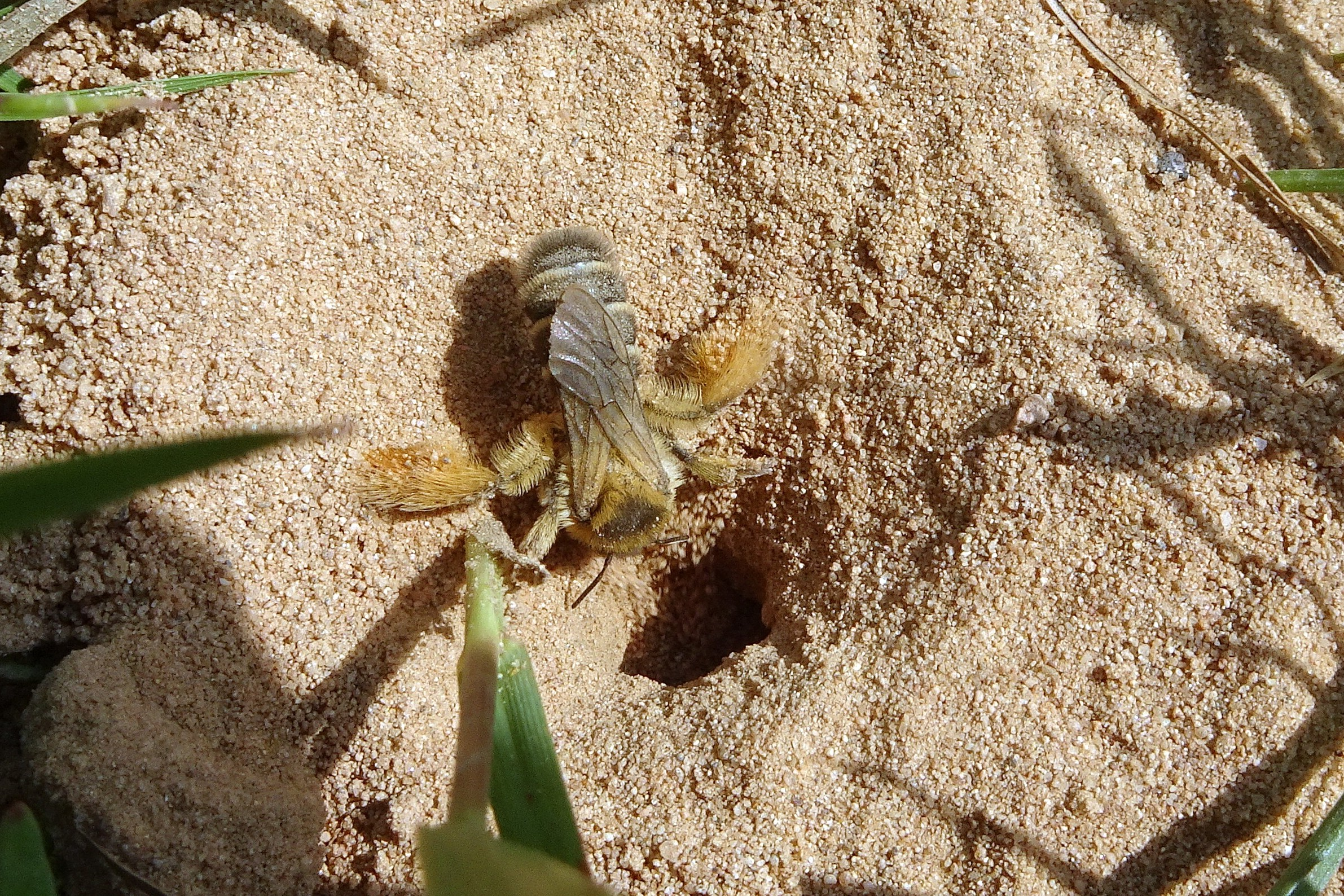
Hosenbiene Dasypoda hirtipes (2017)

Die Sandmagerrasen am Spießfeld westlich Dieburg sind ein Natura2000-Gebiet nahe der Stadt Dieburg im Landkreis Darmstadt-Dieburg
in Südhessen. Die Ausweisung als FFH-Gebiet 6118-302 erfolgte mit der Verordnung vom 16. Januar 2008 (geändert am 20. Oktober 2016). Geschützt wird ein Komplex aus Sandtrockenrasen, Grünlandbrachen und Gehölzen mit großer Habitatvielfalt.

## Lage
Das FFH-Gebiet „Sandmagerrasen am Spießfeld westlich Dieburg“ liegt im Naturraum Messeler Hügelland. Es befindet sich in der Gemarkung Dieburg etwa einen Kilometer südwestlich des Ortsrandes. (Inzwischen reichen im Südosten Neubaugebiete bis auf 300 Meter heran). Das Schutzgebiet liegt auf 144 bis 151 Meter Meereshöhe und umfasst eine Fläche von 15,0 Hektar. Von Westen nach Osten verläuft der Stickesgraben durch das leicht abfallende Gelände. Im Norden grenzen Ackerflächen an, im Nordwesten liegt das Freizeitgelände Spießfeld, sonst wird es von Waldflächen umgeben.

## Beschreibung und Geschichte
Das FFH-Gebiet schützt eine reich strukturierte ehemalige Kulturlandschaft mit einem kleinräumigen Mosaik verschiedener trocken-warmer Lebensräume auf Sandflächen. Der Untergrund besteht aus pleistozänem Flugsand, der über tonreichen Sedimenten abgelagert wurde. Die Böden, überwiegend Pseudogleye und Braunerden, sind meist durchlässig und kalkarm.
Da der Dieburger Raum mindestens seit der Römerzeit besiedelt ist, liegt die Rodung der Umgebung wohl schon sehr lange zurück. Das Gebiet wurde jahrhundertelang ackerbaulich genutzt, nur entlang des Grabens gab es einen schmalen Streifen Grünland. Seit den 1950er Jahren blieben immer mehr Äcker ungenutzt, einige wurden auch in Grünland umgewandelt. Im Süden wurde eine Teilfläche mit Nadelwald aufgeforstet, im Osten wurde ein Wäldchen aus Hybridpappeln angepflanzt. Auf den brachliegenden Flächen siedelten sich zunehmend Gebüsche an. Die letzten Ackerparzellen im Südosten wurden Anfang der 2000er Jahre aufgegeben. Bis zur Ausweisung als FFH-Gebiet (2008) wurden zur Offenhaltung der artenreichen Sandrasen einzelne Gehölze entfernt.

## Flora und Fauna
In den Sandrasen wachsen niedrige Pflanzen wie Silbergras, Frühlings-Spark, Sand-Hornkraut, Zwerg-Filzkraut, Berg-Sandglöckchen, Kleiner Vogelfuß, Nacktstängeliger Bauernsenf, Hasen-Klee und Platterbsen-Wicke. Stellenweise kommt auch die Sand-Strohblume vor. Auf lehmreicherem Sandboden haben sich Heideflächen und Borstgrasrasen entwickelt, hier gedeihen Besenheide, Borstgras, Dreizahn, Kleines Habichtskraut und Feld-Hainsimse sowie verschiedene Moose und Flechten. Südlich des Grabens findet sich auf wechselfeuchtem Boden eine kleinflächige Pfeifengraswiese mit den Arten Pfeifengras, Teufelsabbiss, Großer Wiesenknopf und Kümmelblättrige Silge.
Die offenen Sandmagerrasen bieten einen Lebensraum für Trockenheit und Wärme liebende Tiere wie die Zauneidechse. Insgesamt konnten 18 Heuschreckenarten nachgewiesen werden, darunter Blauflügelige Ödlandschrecke, Weinhähnchen und Zweifarbige Beißschrecke. Unter den 17 beobachteten Schmetterlingsarten sind Rotbraunes Ochsenauge und besonders Dunkler Wiesenknopf-Ameisenbläuling gefährdet. Letzterer ist in seiner Entwicklung als Raupe auf die Blütenstände des Großen Wiesenknopfs angewiesen.

## Erhaltungs- und Schutzziele
In dem FFH-Gebiet sollen folgende Lebensraumtypen erhalten werden:
- 2310 Trockene Sandheiden mit Calluna und Genista (Besenheide und Ginster)
- 2330 Dünen mit offenen Grasflächen mit Corynephorus und Agrostis (Silbergras und Straußgras)
- 6230 (*) Artenreiche montane Borstgrasrasen (und submontan auf dem europäischen Festland) auf Silikatböden

Als Erhaltungsziele der Arten nach Anhang II der FFH-Richtlinie werden folgende Tiere  genannt:
- Maculinea nausithous (Dunkler Wiesenknopf-Ameisenbläuling)

## Pflegemaßnahmen
Ein Maßnahmenplan regelt die nötigen Pflegeeingriffe und Bewirtschaftungsweisen zum Erreichen der Schutzziele. Um die Sandrasen offen und nährstoffarm zu halten, soll eine Nutzung mit früher Mahd und einer Beweidung im Winter mit Schafen oder Eseln erfolgen. Zur Sicherung der Population des Schwarzblauen Ameisenbläulings sind die Bestände des Großen Wiesenknopfes sowie die Kolonien der Wirtsameise Myrmica rubra zu erhalten. Dafür ist in diesen Bereichen eine frühe Mahd Ende Mai bis Anfang Juni sowie eine zweite Mahd frühestens ab Mitte September erforderlich.

## Beeinträchtigungen
Die offenen Sandrasen sind durch Verbrachung und Verbuschung gefährdet. Von den nördlich gelegenen Äckern droht der Eintrag von Nährstoffen in das Schutzgebiet.